# Championnat du monde des voitures de sport
Le championnat du monde des voitures de sport (World Sportscar Championship ou WSC), également connu sous le nom de « championnat du monde d'endurance », est un championnat de courses sur circuit d'endurance de voitures de sport et de Sport-prototypes se tenant sur différents circuits à travers le monde, organisé et régi par la FIA de 1953 à 1992.
Le nom de ce championnat a changé au cours des années, on l'a toutefois généralement connu comme « championnat du monde des voitures de sport » depuis son commencement en 1953.
Le championnat du monde des voitures de sport était, avec le championnat du monde de Formule 1, l'un des deux principaux championnats du monde dans la course automobile sur circuit.
Outre les 18 victoires de Porsche toutes catégories confondues, il a couronné en douze années (de 1981 à 1992) trois pilotes, chacun comme double-champion et vice-champion, Jacky Ickx (1982 et 1983, vice-champion en 1984), Derek Bell (1985 et 1986, vice-champion en 1983) et Jean-Louis Schlesser (1989 et 1990, vice-champion en 1988).

## Histoire

### 1953 à 1961
Dans les premières années du championnat, les courses de légende comme les Mille Miglia, la Carrera Panamericana et la Targa Florio sont présentes au calendrier, suivi par les 24 Heures du Mans et les 12 Heures de Sebring (les 24 Heures de Spa en 1953). Les constructeurs comme Ferrari, Jaguar, Mercedes-Benz, Porsche et Aston Martin entrèrent en compétition avec parfois des pilotes professionnels ayant de l'expérience en Formule 1, parfois de simples « gentlemen drivers ». Les catégories se divisèrent en deux, les GT (carrosserie fermée) et Sports (carrosserie ouverte), et en sous-catégorie suivant la cylindrée des moteurs.

### 1962 à 1967
En 1962, le calendrier a été augmenté avec de plus petites épreuves comme les courses de côte car la FIA essayait de privilégier les voitures de Grand Tourisme, sans succès.
Mais surtout cette période vit la lutte sans merci entre Ford et Ferrari, remportée par la petite usine italienne en 1962, 1963, 1964 et 1965, puis gagnée par le géant américain et ses GT40 MkII puis MkIV de 7 litres de cylindrée en 1966 et 1967, l'escalade de moyens et de vitesse conduisant la Fédération à créer dès 1968 une limite à 5 litres pour la catégorie Sport réservée à des voitures construites à au moins 50 exemplaires et à 3 litres (comme la Formule 1) pour la catégorie Prototypes.
La lutte entre Ford et Ferrari s'étendit à la catégorie GT, puisqu'aux Ferrari 250 GTO alignées de 1962 à 1964 par l'usine de Modena, Ford opposa d'abord les AC Cobra, puis surtout les Cobra Daytona dont la ligne était fortement inspirée des GTO, mais propulsées par un moteur 7 litres, elles dépassaient en performances les Ferrari. Enzo Ferrari tenta de faire bénéficier pour 1965 sa 250LM à moteur central de l'homologation des 250 à moteur avant, mais la FIA refusa et Enzo se retira de la catégorie GT en signe de protestation.
Parallèlement, des voitures originales comme les Chaparral à moteur Chevrolet 7 litres, ou la Howmet TX à turbine virent le jour pendant cette période faste, que beaucoup considèrent comme l'âge d'or des courses d'automobiles d'endurance et du championnat WSC.

### 1968 à 1981
À partir de 1968, l'équilibre entre les catégories S (voitures de sport de 5 L de cylindrée) et P (prototypes de 3 L de cylindrée) était réel, avec pour résultat une lutte entre, d'un côté, les lourdes GT40 et Lola T70 et, de l'autre, les légères Matra, Ferrari, Alfa Romeo équipées de moteurs dérivés de la F1.
Porsche de son côté avait les 906 en catégorie Sport 2 litres et la 908 en catégorie Prototypes 3 litres, mais à l'annonce de la FIA que le minimum pour la catégorie Sport allait être abaissé dès 1969 à 25 exemplaires au lieu de 50, Ferdinand Piech réussit à convaincre la direction de Porsche de lancer la fabrication à 25 exemplaires d'un véritable prototype de 5 litres de cylindrée : ce fut la célèbre 917, aux débuts difficiles en raison d'un équilibre aérodynamique perfectible, mais dominatrice dès 1970 avec une nouvelle carrosserie.
Ferrari décida de relever le défi et de construire lui aussi un prototype de 5 litres à 25 exemplaires, de sorte que l'édition 1970 des 24 h du Mans resta dans les annales.
Affolée par les vitesses atteintes par les 917 en 1971 (392 km/h dans les Hunaudières), la FIA décida de supprimer la catégorie Sport pour laisser place uniquement aux prototypes trois litres, essentiellement les Ferrari 312, Matra 660 ou 670, Alfa Romeo 33 et de nombreux prototypes à moteur Ford Cosworth, comme les Gulf Mirage de John Wyer.
Mais après le retrait fin 1973 de Ferrari, battu par Matra, puis de Matra fin 1974, les constructeurs ont petit à petit perdu l'intérêt pour ce championnat. Les prototypes restants en jeu (des châssis de Lola et de Chevron motorisés par des moteurs de Formule 2 Ford et BMW équipant des écuries privées) ont couru dans un championnat européen d'endurance qui a fonctionné pendant une saison en 1978.
De 1976 à 1981, le championnat du monde des marques est créé et ouvert aux voitures de production spéciale du Groupe 5 et aux voitures de GT du Groupe 4. C'est pendant cette période que l'on voit les Porsche 935 dominer largement le championnat d'endurance. Lorsque les prototypes reviennent, ils ne peuvent vaincre la quantité de Porsche 935 présentes sur les circuits, ni contrer l'expérience acquise des Lancia Beta Montecarlo.
En 1981, la FIA institue également un championnat « Pilotes ».

### 1982 à 1992
En 1982, la FIA a essayé de parer à une inquiétante montée en puissance des moteurs dans la catégorie de GT en présentant une nouvelle catégorie spécifiques à l'endurance appelée Groupe C, une catégorie pour les sport-prototypes fermés (voitures de courses spécifiques) avec une limite en consommation de carburant (la théorie étant que, en limitant la consommation de carburant, les règlements de moteur pourraient être plus libres). Tandis que ce changement était fâcheux parmi certaines équipes privées, le soutien des constructeurs aux nouveaux règlements était immense. Plusieurs des constructeurs de la « vieille garde » sont revenus au WSC dans les deux années à venir, avec chaque marque s'ajoutant à la diversité de la série. Selon les nouvelles règles, il était théoriquement possible que les moteurs normalement aspirés concurrencent les moteurs turbo-compressés chers à entretenir qui avaient dominé le championnat dans les années 1970 et le début des années 1980. En outre, la plupart des courses eurent une distance de 500 ou 1 000 kilomètres, habituellement allant de trois et six heures, respectivement. Ainsi il était possible de souligner l'aspect de « résistance » chez les différents concurrents. Les voitures du Groupe B, qui était une catégorie de GT, ont été autorisées à continuer de concourir, mais les engagements dans cette catégorie étaient rares, ce qui a conduit à la disparition du groupe B devant la domination des sport-prototypes au championnat.
Porsche était le premier constructeur à rejoindre le championnat, avec les 956, mais bientôt plusieurs autres marques lui ont emboîté le pas comme Jaguar, Mercedes-Benz, Nissan, Toyota, Mazda et Aston Martin. À mesure que les coûts augmentaient, la catégorie C2 (à l'origine appelée C junior) a été créée pour des équipes  privées et les petits constructeurs, avec davantage de limites à la consommation de carburant. Dans cette catégorie, la plupart des voitures utiliseront le moteur de la BMW M1 ou le nouveau Cosworth DFL, mais, comme dans la catégorie principale, une variété de solutions a été utilisée par chaque constructeur individuel. Alba, Tiga, Spice et Ecurie Ecosse étaient parmi les plus concurrentiels dans cette catégorie. Tandis que le Groupe C avait apporté de nouveaux constructeurs au championnat, c'était encore Porsche - avec ses 956 et 962, qui continuait à dominer dans les courses.

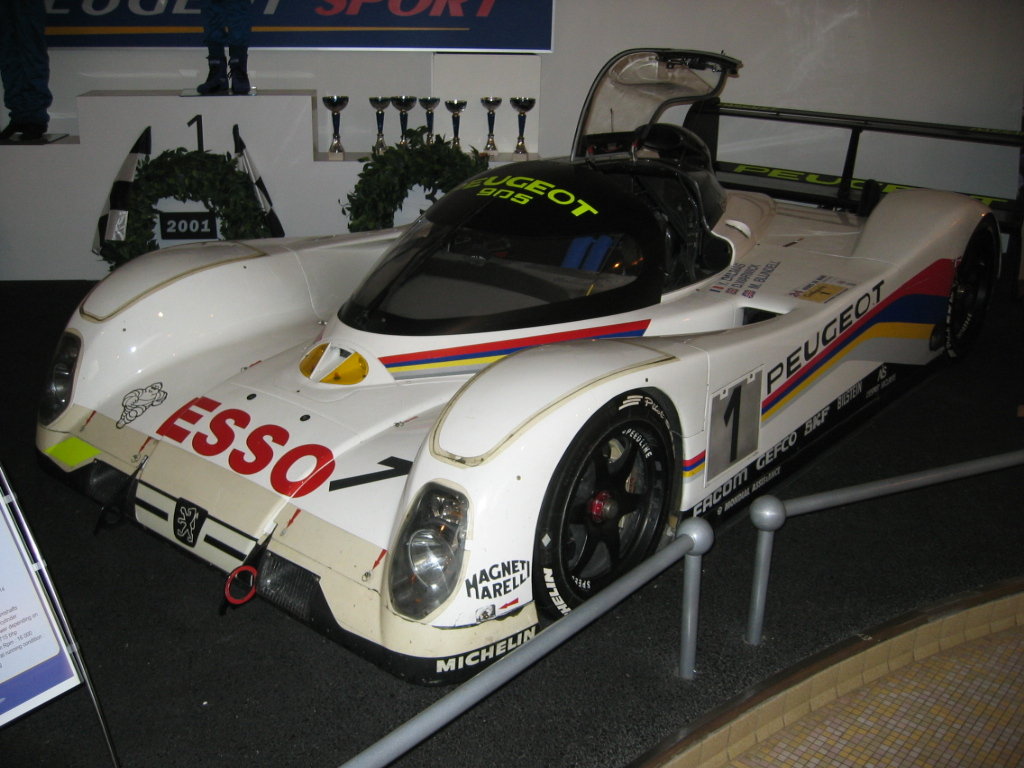
Peugeot 905 Evo 1B, championne en 1992.

Bien que la catégorie Groupe C soit un succès, les nouvelles règles présentées par la FIA pour le championnat du monde 1991 de voitures de sport a signifié un nouveau type de sport-prototype; des machines de 750 kg avec des moteurs de 3 500 cm3. Bien que la puissance ait été généralement moindre que pour la plupart des voitures du groupe C (autour de 650 ch comparé à près de 750 ch), ce type de voiture est considéré sur le papier comme parmi les plus rapides des voitures de sport. Cependant, la mise en place de ces nouveaux règlements n'était pas populaire, ainsi les nouvelles règles n'ont pas pris leur plein effet jusqu'à la saison 1992. Seule une poignée de voitures construites conformément aux nouveaux règlements étaient prêtes pour la saison 1992.
La nouvelle génération de moteurs de courses WSC était prévue pour réduire les coûts et pour engendrer plus de concurrence, mais ces moteurs sont rapidement devenue plus chers que leurs prédécesseurs, et comme cela s'était déjà produit dans le passé, les constructeurs ont encore déserté le championnat. En particulier, Mercedes et Peugeot, les précédents vainqueurs partirent en Formule 1 citant que les coûts étaient semblables à ceux d'un programme de moteur F1. Les coûts des moteurs plus exotiques étaient devenu exorbitants pour des équipes comme Spice et ADA, après que les grands constructeurs soient partis des compétitions d'endurance, la fabrication s'étant pratiquement effondrée. Un manque d'engagements et de compétiteurs a signifié que la saison 1993 a été décommandée avant le début de la première course et que ce championnat disparut.

### Depuis 1993

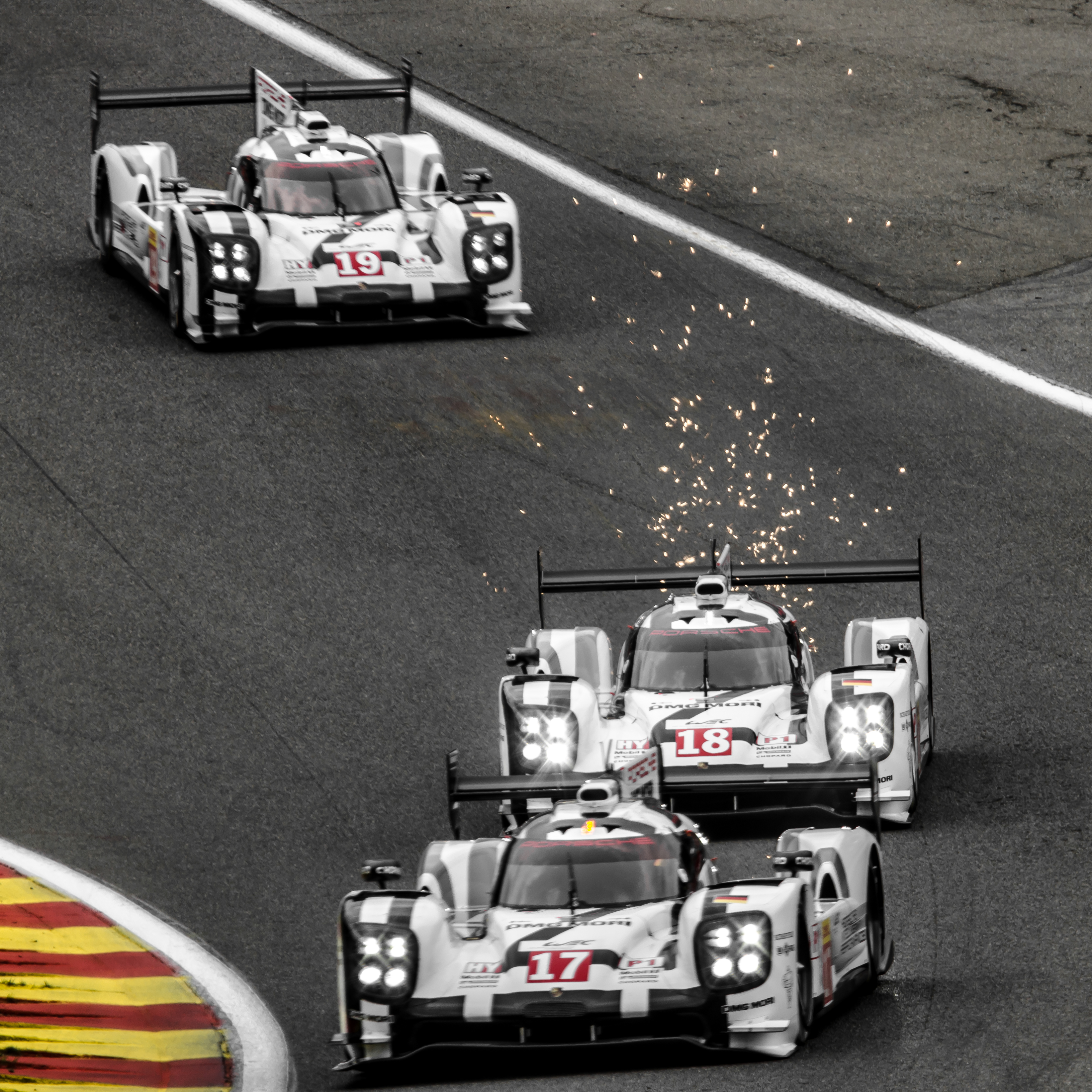
Trois Porsche 919 Hybrid aux 6 Heures de Spa 2015, deuxième manche du WEC 2015.

En 1994, le titre de championnat du monde des voitures de sport part, cette fois dans les mains de l'International Motor Sports Association (IMSA) aux États-Unis pour être utilisé dans les courses d'IMSA GT. Le nom sera utilisé pour la catégorie supérieure des séries de prototypes jusqu'en 1998 où la catégorie disparaitra.
Parallèlement, en 1994 on voit apparaître le retour des courses internationales de GT après une absence de plus d'une décennie avec l'introduction du Championnat BPR. Le succès de la série amène la FIA à en prendre le contrôle en 1997, et devient le championnat de FIA GT. Les prototypes étaient principalement absents des circuits européens (le Mans étant l'unique exception) jusqu'en 1997, qui a vu la création de l'International Sports Racing Series qui deviendra en 1999 la Sports Racing World Cup et le FIA Sportscar Championship en 2001, avant de disparaître fin 2003.
La FIA maintient toujours que les GT et les prototypes courent séparément, hormis dans les compétitions sanctionnées par l'ACO.
En 1999, Don Panoz obtient la permission de l'ACO d'appliquer son règlement pour des courses d'endurance sur le sol américain et fonde la série American Le Mans Series.
En 2010, l'ACO organisa l'Intercontinental Le Mans Cup, qui est un championnat du monde basée sur les règles établies par ACO.
Le 9 juin 2011, l'annonce de la création du championnat du monde d'endurance FIA est officialisé pour 2012, lors d'une conférence de presse se tenant dans le cadre des 24 Heures du Mans 2011, en présence du président de la FIA, Jean Todt.

## Courses
- Épreuve de 24 Heures
- Épreuve de 12 Heures

| Saison | SEB | LeM | NÜR | RTT | TAR | MMI | PAN | BUE | KRI | VEN | PES | DAY | ENN | AUV | BRI | PAR | SPA | MON | REI | IMO | MUG | HOC | ZEL | BRH | WAG | VAL | DIJ | LeC | KYA | MOS | SAL | EST | MIS | SIL |
| ------ | --- | --- | --- | --- | --- | --- | --- | --- | --- | --- | --- | --- | --- | --- | --- | --- | --- | --- | --- | --- | --- | --- | --- | --- | --- | --- | --- | --- | --- | --- | --- | --- | --- | --- |
| 1953   | x   | x   | x   | x   |     | x   | x   |     |     |     |     |     |     |     |     |     | x   |     |     |     |     |     |     |     |     |     |     |     |     |     |     |     |     |     |
| 1954   | x   | x   |     | x   |     | x   | x   | x   |     |     |     |     |     |     |     |     |     |     |     |     |     |     |     |     |     |     |     |     |     |     |     |     |     |     |
| 1955   | x   | x   |     | x   | x   | x   |     | x   |     |     |     |     |     |     |     |     |     |     |     |     |     |     |     |     |     |     |     |     |     |     |     |     |     |     |
| 1956   | x   |     | x   |     |     | x   |     | x   | x   |     |     |     |     |     |     |     |     |     |     |     |     |     |     |     |     |     |     |     |     |     |     |     |     |     |
| 1957   | x   | x   | x   |     |     | x   |     | x   | x   | x   |     |     |     |     |     |     |     |     |     |     |     |     |     |     |     |     |     |     |     |     |     |     |     |     |
| 1958   | x   | x   | x   | x   | x   |     |     | x   |     |     |     |     |     |     |     |     |     |     |     |     |     |     |     |     |     |     |     |     |     |     |     |     |     |     |
| 1959   | x   | x   | x   | x   | x   |     |     |     |     |     |     |     |     |     |     |     |     |     |     |     |     |     |     |     |     |     |     |     |     |     |     |     |     |     |
| 1960   | x   | x   | x   |     | x   |     |     | x   |     |     |     |     |     |     |     |     |     |     |     |     |     |     |     |     |     |     |     |     |     |     |     |     |     |     |
| 1961   | x   | x   | x   |     | x   |     |     |     |     |     | x   |     |     |     |     |     |     |     |     |     |     |     |     |     |     |     |     |     |     |     |     |     |     |     |
| 1962   | x   | x   | x   | x   | x   |     |     |     |     |     |     | x   | x   | x   | x   | x   |     |     |     |     |     |     |     |     |     |     |     |     |     |     |     |     |     |     |
| 1963   | x   | x   | x   | x   | x   |     |     |     |     |     |     | x   | x   | x   | x   |     | x   | x   |     |     |     |     |     |     |     |     |     |     |     |     |     |     |     |     |
| 1964   | x   | x   | x   | x   | x   |     |     |     |     |     |     | x   | x   |     | x   | x   | x   | x   | x   |     |     |     |     |     |     |     |     |     |     |     |     |     |     |     |
| 1965   | x   | x   | x   | x   | x   |     |     |     |     |     |     | x   | x   |     | x   |     | x   | x   | x   | x   | x   |     |     |     |     |     |     |     |     |     |     |     |     |     |
| 1966   | x   | x   | x   |     | x   |     |     |     |     |     |     | x   | x   |     |     |     | x   | x   |     |     | x   | x   | x   |     |     |     |     |     |     |     |     |     |     |     |
| 1967   | x   | x   | x   |     | x   |     |     |     |     |     |     | x   | x   |     |     |     | x   | x   |     |     | x   | x   | x   | x   |     |     |     |     |     |     |     |     |     |     |
| 1968   | x   | x   | x   |     | x   |     |     |     |     |     |     | x   |     |     |     |     | x   | x   |     |     |     |     | x   | x   | x   |     |     |     |     |     |     |     |     |     |
| 1969   | x   | x   | x   |     | x   |     |     |     |     |     |     | x   |     |     |     |     | x   | x   |     |     |     |     | x   | x   | x   |     |     |     |     |     |     |     |     |     |
| 1970   | x   | x   | x   |     | x   |     |     |     |     |     |     | x   |     |     |     |     | x   | x   |     |     |     |     | x   | x   | x   |     |     |     |     |     |     |     |     |     |
| 1971   | x   | x   | x   |     | x   |     |     | x   |     |     |     | x   |     |     |     |     | x   | x   |     |     |     |     | x   | x   | x   |     |     |     |     |     |     |     |     |     |
| 1972   | x   | x   | x   |     | x   |     |     | x   |     |     |     | x   |     |     |     |     | x   | x   |     |     |     |     | x   | x   | x   |     |     |     |     |     |     |     |     |     |
| 1973   |     | x   | x   |     | x   |     |     |     |     |     |     | x   |     |     |     |     | x   | x   |     |     |     |     | x   |     | x   | x   | x   |     |     |     |     |     |     |     |
| 1974   |     | x   | x   |     |     |     |     |     |     |     |     |     |     |     |     |     | x   | x   |     | x   |     |     | x   | x   | x   |     |     | x   | x   |     |     |     |     |     |
| 1975   |     |     | x   |     |     |     |     |     |     |     |     | x   | x   |     |     |     | x   | x   |     |     | x   |     | x   |     | x   |     | x   |     |     |     |     |     |     |     |
| 1976   |     |     | x   |     |     |     |     |     |     |     |     |     | x   |     |     |     |     | x   |     | x   |     |     |     |     |     |     | x   |     |     | x   | x   |     |     |     |
| 1977   |     |     |     |     |     |     |     |     |     |     |     |     | x   |     |     |     |     | x   |     | x   |     |     |     |     |     | x   | x   | x   |     |     | x   | x   |     |     |
| 1978   |     |     | x   |     |     |     |     |     |     |     |     | x   |     |     |     |     |     |     |     |     | x   |     |     |     | x   | x   | x   |     |     |     |     |     | x   | x   |
| 1979   |     |     | x   |     |     |     |     |     |     |     |     | x   | x   |     |     |     |     |     |     |     | x   |     |     | x   | x   | x   | x   |     |     |     |     |     |     | x   |
| 1980   |     | x   | x   |     |     |     |     |     |     |     |     | x   |     |     |     |     |     | x   |     |     | x   |     |     | x   | x   | x   | x   |     |     | x   |     |     |     | x   |
| 1981   | x   | x   | x   |     |     |     |     |     |     |     |     | x   | x   |     |     |     | x   | x   |     |     | x   |     |     | x   | x   |     |     |     |     | x   |     |     |     | x   |
| 1982   |     | x   | x   |     |     |     |     |     |     |     |     |     |     |     |     |     | x   | x   |     |     | x   |     |     | x   |     |     |     |     |     |     |     |     |     | x   |
| 1983   |     | x   | x   |     |     |     |     |     |     |     |     |     |     |     |     |     | x   | x   |     |     |     |     |     |     |     |     |     |     | x   |     |     |     |     | x   |
| 1984   |     | x   | x   |     |     |     |     |     |     |     |     |     |     |     |     |     | x   | x   |     | x   |     |     |     | x   |     |     |     |     | x   | x   |     |     |     | x   |
| 1985   |     | x   | x   |     |     |     |     |     |     |     |     |     |     |     |     |     | x   | x   |     |     | x   |     |     | x   |     |     |     |     |     | x   |     |     |     | x   |
| 1986   |     | x   | x   |     |     |     |     |     |     |     |     |     |     |     |     |     | x   | x   |     |     |     |     |     | x   |     |     |     |     |     |     |     |     |     | x   |
| 1987   |     | x   | x   |     |     |     |     |     |     |     |     |     |     |     |     |     | x   | x   |     |     |     |     |     | x   |     |     |     |     |     |     |     |     |     | x   |
| 1988   |     | x   | x   |     |     |     |     |     |     |     |     |     |     |     |     |     | x   | x   |     |     |     |     |     | x   |     |     |     |     |     |     |     |     |     | x   |
| 1989   |     |     | x   |     |     |     |     |     |     |     |     |     |     |     |     |     | x   |     |     |     |     |     |     | x   |     |     | x   |     |     |     |     |     |     |     |
| 1990   |     |     | x   |     |     |     |     |     |     |     |     |     |     |     |     |     | x   | x   |     |     |     |     |     |     |     |     | x   |     |     |     |     |     |     |     |
| 1991   |     | x   | x   |     |     |     |     |     |     |     |     |     |     |     |     |     |     | x   |     |     |     |     |     |     |     |     |     |     |     |     |     |     |     |     |
| 1992   |     | x   |     |     |     |     |     |     |     |     |     |     |     |     |     |     |     | x   |     |     |     |     |     |     |     |     |     |     |     |     |     |     |     |     |
| Saison | SEB | LeM | NÜR | RTT | TAR | MMI | PAN | BUE | KRI | VEN | PES | DAY | ENN | AUV | BRI | PAR | SPA | MON | REI | IMO | MUG | HOC | ZEL | BRH | WAG | VAL | DIJ | LeC | KYA | MOS | SAL | EST | MIS | SIL |
|        | 21  | 30  | 36  | 9   | 17  | 5   | 2   | 6   | 2   | 1   | 1   | 17  | 11  | 2   | 4   | 2   | 24  | 27  | 2   | 5   | 10  | 2   | 11  | 17  | 12  | 5   | 9   | 2   | 3   | 5   | 2   | 1   | 1   | 11  |

| Saison | FUJ | SAN | SEL | JER | NOR | JAR | BRN | SUZ | DON | MEX | MON | BET | MGC | AUT |
| ------ | --- | --- | --- | --- | --- | --- | --- | --- | --- | --- | --- | --- | --- | --- |
| 1982   | x   |     |     |     |     |     |     |     |     |     |     |     |     |     |
| 1983   | x   |     |     |     |     |     |     |     |     |     |     |     |     |     |
| 1984   | x   | x   |     |     |     |     |     |     |     |     |     |     |     |     |
| 1985   | x   |     | x   |     |     |     |     |     |     |     |     |     |     |     |
| 1986   | x   |     |     | x   | x   |     |     |     |     |     |     |     |     |     |
| 1987   | x   |     |     | x   | x   | x   |     |     |     |     |     |     |     |     |
| 1988   | x   | x   |     | x   |     | x   | x   |     |     |     |     |     |     |     |
| 1989   |     |     |     | x   |     |     |     | x   | x   | x   |     |     |     |     |
| 1990   |     |     |     |     |     |     |     | x   | x   | x   | x   | x   |     |     |
| 1991   |     |     |     |     |     |     |     | x   |     | x   |     | x   | x   | x   |
| 1992   |     |     |     |     |     |     |     | x   | x   |     |     | x   | x   |     |
|        | 7   | 2   | 1   | 4   | 2   | 2   | 1   | 4   | 3   | 3   | 1   | 3   | 2   | 1   |

Des rallyes ont été également incorporés au calendrier :
- Tour de France (1963-1964)
- Rallye de Wiesbaden (1963)

Ainsi que des courses de côte de 1963 à 1967 :
- Course de côte della Consuma (1963-1964)
- Course de côte Rossfeld - Berchtesgaden (1963-1965)
- Course de côte du Schauinsland (1963-1965)
- Course de côte Ollon - Villars (1963, 1965, 1967)
- Course de côte Grosser Bergerpreis Sierre Crans-Montana (1964, 1966)
- Course de côte Bolzano - Col de Mendola (1965)

## Palmarès
| Année | Titre officiel FIA                                                                          | Constructeur vainqueur (1953 - 1984) | Équipe victorieuse (1985 - 1992)                        | Pilotes vainqueurs (1981 - 1992)                                       |
| ----- | ------------------------------------------------------------------------------------------- | ------------------------------------ | ------------------------------------------------------- | ---------------------------------------------------------------------- |
| 1953  | World Championship for Sports Cars                                                          | Ferrari                              | -                                                       | -                                                                      |
| 1954  | World Championship for Sports Cars                                                          | Ferrari                              | -                                                       | -                                                                      |
| 1955  | World Championship for Sports Cars                                                          | Mercedes-Benz                        | -                                                       | -                                                                      |
| 1956  | World Championship for Sports Cars                                                          | Ferrari                              | -                                                       | -                                                                      |
| 1957  | World Championship for Sports Cars                                                          | Ferrari                              | -                                                       | -                                                                      |
| 1958  | World Championship for Sports Cars                                                          | Ferrari                              | -                                                       | -                                                                      |
| 1959  | World Championship for Sports Cars                                                          | Aston Martin                         | -                                                       | -                                                                      |
| 1960  | World Championship for Sports Cars                                                          | Ferrari                              | -                                                       | -                                                                      |
| 1961  | World Championship for Sports Cars                                                          | Ferrari                              | -                                                       | -                                                                      |
| 1962  | International Championship for GT Manufacturers Coupe des Sports                            | Ferrari (GT+2.0) Ferrari (S 3.0)     | -                                                       | -                                                                      |
| 1963  | International Championship for GT Manufacturers Prototypes Trophy                           | Ferrari (GT+2.0) Ferrari (P3.0)      | -                                                       | -                                                                      |
| 1964  | International Championship for GT Manufacturers Prototypes Trophy                           | Ferrari (GT+2.0) Porsche (P3.0)      | -                                                       | -                                                                      |
| 1965  | International Championship for GT Manufacturers Prototypes Trophy                           | Shelby (GT+2.0) Ferrari (P)          | -                                                       | -                                                                      |
| 1966  | International Championship for Sports Prototypes International Championship for Sports Cars | Ford (P+2.0) Ford (S+2.0)            | -                                                       | -                                                                      |
| 1967  | International Championship for Sports Prototypes International Championship for Sports Cars | Ferrari (P+2.0) Ford (S+2.0)         | -                                                       | -                                                                      |
| 1968  | International Championship for Makes International Cup for GT Cars                          | Ford (S & P) Porsche (GT)            | -                                                       | -                                                                      |
| 1969  | International Championship for Makes International Cup for GT Cars                          | Porsche (S & P) Porsche (GT)         | -                                                       | -                                                                      |
| 1970  | International Championship for Makes International Cup for GT Cars                          | Porsche (S & P) Porsche (GT)         | -                                                       | -                                                                      |
| 1971  | International Championship for Makes International Cup for GT Cars                          | Porsche (S & P) Porsche (GT)         | -                                                       | -                                                                      |
| 1972  | World Championship for Makes International Cup for GT Cars                                  | Ferrari (S) Porsche (GT)             | -                                                       | -                                                                      |
| 1973  | World Championship for Makes International Cup for GT Cars                                  | Matra (S) Porsche (GT)               | -                                                       | -                                                                      |
| 1974  | World Championship for Makes International Cup for GT Cars                                  | Matra (S) Porsche (GT)               | -                                                       | -                                                                      |
| 1975  | World Championship for Makes International Cup for GT Cars                                  | Alfa Romeo (S) Porsche (GT)          | -                                                       | -                                                                      |
| 1976  | World Championship for Makes World Championship for Sports Cars                             | Porsche (M) Porsche (S)              | -                                                       | -                                                                      |
| 1977  | World Championship for Makes World Championship for Sports Cars                             | Porsche (M) Alfa Romeo (S)           | -                                                       | -                                                                      |
| 1978  | World Championship for Makes                                                                | Porsche                              | -                                                       | -                                                                      |
| 1979  | World Championship for Makes                                                                | Porsche                              | -                                                       | -                                                                      |
| 1980  | World Championship for Makes                                                                | Lancia                               | -                                                       | -                                                                      |
| 1981  | World Championship for Makes                                                                | Lancia                               | -                                                       | Bob Garretson                                                          |
| 1982  | World Endurance Championship                                                                | Porsche                              | -                                                       | Jacky Ickx                                                             |
| 1983  | World Endurance Championship                                                                | Porsche (C)                          | -                                                       | Jacky Ickx                                                             |
| 1984  | World Endurance Championship                                                                | Porsche (C)                          | -                                                       | Stefan Bellof                                                          |
| 1985  | World Endurance Championship                                                                | -                                    | Rothmans Porsche (C) Spice Engineering (C2)             | Derek Bell (C) Hans-Joachim Stuck (C) Gordon Spice (C2) Ray Bellm (C2) |
| 1986  | World Sports Prototype Championship                                                         | -                                    | Brun Motorsport (C) Ecurie Ecosse (C2)                  | Derek Bell (C) Gordon Spice (C2) Ray Bellm (C2)                        |
| 1987  | World Sports Prototype Championship                                                         | -                                    | Silk Cut Jaguar (C) Spice Engineering (C2)              | Raul Boesel (C) Gordon Spice (C2) Fermín Vélez (C2)                    |
| 1988  | World Sports Prototype Championship                                                         | -                                    | Silk Cut Jaguar (C) Spice Engineering (C2)              | Martin Brundle (C) Gordon Spice (C2) Ray Bellm (C2)                    |
| 1989  | World Sports Prototype Championship                                                         | -                                    | Team Sauber Mercedes (C) Chamberlain Engineering (C2)   | Jean-Louis Schlesser (C) Nick Adams (C2) Fermín Vélez (C2              |
| 1990  | World Sports Prototype Championship                                                         | -                                    | Team Sauber Mercedes                                    | Jean-Louis Schlesser Mauro Baldi                                       |
| 1991  | World Sports Car Championship                                                               | -                                    | Silk Cut Jaguar                                         | Teo Fabi                                                               |
| 1992  | World Sports Car Championship                                                               | -                                    | Peugeot Talbot Sport (C1) Chamberlain Engineering (Cup) | Derek Warwick (C1) Yannick Dalmas (C1) Ferdinand de Lesseps (Cup)      |

Notes :
Bien que de nombreux trophées et coupes soit attribués chaque année (Trophée international des GT, etc.), ce sont bien deux championnats du Monde distincts qui se tiendrons simultanément lors des saisons 1966, 1967 (Prototypes et Sport), et 1976, 1977 (Sport et Marques).
L'épreuve mancelle est la seule à avoir été comptabilisée lors de la première et dernière éditions du championnat du monde, n'ayant pas été incorporée à huit reprises, en quarante éditions.
De 1978 à 1980 est organisé un challenge mondial des pilotes d'endurance, remporté à deux reprises par John Paul Sr. (1978 et 1980), et en 1979 par Don Whittington, deux pilotes américains.

### Pilotes animateurs des saisons 1953-1981
- 1953 (champion Ferrari) : Giuseppe Farina, Alberto Ascari, Mike Hawthorn ;
- 1954 (champion  Ferrari) : Maurice Trintignant, José Froilán González, Umberto Maglioli ;
- 1955 (champion Mercedes) : Stirling Moss, Peter Collins ;
- 1956 (champion Ferrari) : Eugenio Castellotti, Juan Manuel Fangio, Maurice Trintignant ;
- 1957 (champion Ferrari) : Peter Collins, Phil Hill, Piero Taruffi ;
- 1958 (champion Ferrari) : Peter Collins, Phil Hill, Olivier Gendebien ;
- 1959 (champion Aston Martin) : Stirling Moss, Jack Fairman, Carroll Shelby, Roy Salvadori ;
- 1960 (champion Ferrari) : Olivier Gendebien, Phil Hill ;
- 1961 (champion Ferrari) : Olivier Gendebien, Phil Hill ;
- 1962 (champion Ferrari) : Olivier Gendebien, Phil Hill ;
- 1963 (champion Ferrari) : Ludovico Scarfiotti, Pedro Rodríguez, John Surtees ;
- 1964 (champion Porsche) : Joakim Bonnier, Richie Ginther, Edgar Barth ;
- 1965 (champion Ferrari) : Mike Parkes, John Surtees, Ludovico Scarfiotti ;
- 1966 (champion Ford) : Ken Miles, Lloyd Ruby ;
- 1967 (champion Ferrari) : Lorenzo Bandini, Chris Amon ;
- 1968 (champion Ford) : Ken Miles, Lloyd Ruby ;
- 1969 (champion Porsche): Jo Siffert, Brian Redman ;
- 1970 (champion Porsche) : Pedro Rodríguez, Jo Siffert, Leo Kinnunen ;
- 1971 (champion Porsche) : Pedro Rodríguez, Jackie Oliver ;
- 1972 (champion Ferrari) : Jacky Ickx, Mario Andretti ;
- 1973 (champion Matra) : Henri Pescarolo, Gérard Larrousse ;
- 1974 (champion Matra) : Henri Pescarolo, Jean-Pierre Jarier, Jean-Pierre Beltoise ;
- 1975 (champion Alfa Romeo) : Arturo Merzario, Jacques Laffite, Derek Bell ;
- 1976 (champion Porsche) : Jacky Ickx, Jochen Mass ;
- 1977 (champion Alfa Romeo) : Arturo Merzario, Vittorio Brambilla ;
- 1978 (champion Porsche) : Henri Pescarolo, Bob Wollek, John Paul Sr. ;
- 1979 (champion Porsche) : Klaus Ludwig, Bob Wollek, John Fitzpatrick, Don Whittington ;
- 1980 (champion Porsche) : Jürgen Barth, Henri Pescarolo, John Fitzpatrick, John Paul Sr. ;
- 1981 (champion Porsche) : Bobby Rahal, Rolf Stommelen.

### Champions du monde des constructeurs
| Titres | Constructeurs   | Années                                                                                              |
| ------ | --------------- | --------------------------------------------------------------------------------------------------- |
| 13     | Porsche         | 1969, 1970, 1971, 1976 (M & S), 1977 (M), 1978, 1979, 1982, 1983, 1984, 1985, 1986 (équipe privée). |
| 12     | Ferrari         | 1953, 1954, 1956, 1957, 1958, 1960, 1961, 1962, 1963, 1965, 1967 (P), 1972                          |
| 4      | Ford            | 1966 (S & P), 1967 (S), 1968                                                                        |
| 3      | Jaguar          | 1987, 1988, 1991                                                                                    |
| 2      | Matra           | 1973, 1974                                                                                          |
| 2      | Alfa Romeo      | 1975, 1977 (S)                                                                                      |
| 2      | Lancia          | 1980, 1981                                                                                          |
| 2      | Sauber Mercedes | 1989, 1990                                                                                          |
| 1      | Mercedes-Benz   | 1955                                                                                                |
| 1      | Aston Martin    | 1959                                                                                                |
| 1      | Shelby          | 1965                                                                                                |
| 1      | Peugeot         | 1992                                                                                                |